# 家風
家風（かふう）は、個々の特定の「家」において世代を越えて踏襲される固有の慣習・流儀などの行動様式である。

## 概念

### 日本
日本では古代の氏制度以来、一族の家系・家格・家祭・家業・家産・家門・家職の維持・継承が上流階層特に本家・嫡流と呼ばれる家においては最も重要視されており、そのための一定の慣習・流儀として整備されたのが家風であった。家の継承が重要視された日本の家においては、家業や家産などの物質的継承とともに、家風に代表される精神的継承も重要視された。そのために公家や武家においては早くから家訓・家憲・家法などと呼ばれる家風の成文法化（「家風書」）が進められ、当主以下構成員が守るべき原則とされてきた。
江戸時代の幕藩体制のもとではどこの大名家にも確たる家風と家訓が存在したと言われ、更に一部の商人や農民の間でも家風の確立と家訓・家憲の作成が行われていた。各大名家においては当主や家老以下の家臣を問わず家風を尊重・保持することが御家への忠誠の証と考えられてきた。一方、他家からの養子が大名家を継承した場合には、実家の家風になじんだ新当主が養子先の家風に慣れずに家臣たちと反目してお家騒動に至る可能性もあった。秋月家から養子に入った上杉治憲は実家の秋月家家老から上杉家の作法に背かないことの訓戒を受け、田安家から久松松平家へ養子に入った松平定信は実家の田安家の家老から田安家の家風をひけらかして松平家の人々の反感を買わないように訓戒を受けている。
明治時代以後、財閥の確立とともに本家を中心とした一族及び幹部による経営体制を維持するために家憲・家訓が制定されたことが知られている。これは江戸時代以来の商家、明治以後の新興を問わずに行われ、社長の権限の強い三菱財閥では「畏服」、本家と番頭（幹部）のつながりが強い三井財閥では「扈従」、番頭（幹部）が重用される住友財閥では「敬愛」が家風と言われた。また、家制度とともに「家風」の考え方は一般家庭にも浸透し、夫やその両親に反抗する「家風に合わない」嫁の放逐は離婚の正当な理由とされた。同様に養父母に反抗する養子の放逐も離縁の正当な理由とされた。
日本では戦後、家制度の解体や核家族化の進行とともに家風の変質・消滅が急速に進んでいる。

### ベトナム
ベトナムでは「家風」はgia phongという。例えば、一般的に忌祭は祖先の命日に祭祀を継承する長男系の家でその世帯の出費で行われるが、家風として次男以下が忌祭を受け持つことを禁じている場合などがある。